# Subconjunto

Diagrama de Euler mostrando que A es un subconjunto de B.
Es decir, A ⊆ B.

A es subconjunto de otro conjunto B si todos los elementos de A pertenecen también a B. Decimos entonces que A «está contenido» dentro de B.

## Definición
La diferencia entre los conjuntos es formado por elementos que pertenecen a uno y a los otros no. 

Otras maneras de decirlo son «A está incluido en B», «B incluye a A»,etc.

### Ejemplos
- El «conjunto de todas las mujeres» es un subconjunto del «conjunto de todas las personas».
- {1, 3} ⊆ {1, 2, 3, 4}
- {2, 4, 6,...} ⊆ {1, 2, 3,..} = N. Es decir, números pares positivos ⊆ números naturales

### Subconjunto propio
Es cierto que cada elemento de un conjunto A es un elemento de A (es una afirmación tautológica). Por tanto se tiene el siguiente teorema:
| Todo conjunto A es subconjunto de sí mismo. |

Así, dados dos conjuntos A ⊆ B, cabe la posibilidad de que sean iguales, A = B.
Por otro lado, es posible también que A contenga algunos pero no todos los elementos de B: 
| Sea A un subconjunto de B tal que A ≠ B. Entonces se dice que A es un subconjunto propio de B, y se denota por A ⊂ B. (A su vez, se dice que B es un superconjunto propio de A, B ⊃ A) |

Es verdadero que todos los ejemplos de subconjunto mostrados arriba son de hecho subconjuntos propios.
Según el autor, A ⊂ B y B ⊃ A subconjunto o subconjunto propio.Sin embargo, es importante aclarar que existe una diferencia entre subconjunto y subconjunto propio, pues el subconjunto abarca la definición de subconjunto propio.

## Conjunto potencia
La totalidad de los subconjuntos de un conjunto dado A constituye el llamado conjunto potencia o conjunto partes de A:
| El conjunto potencia de A es el conjunto formado por todos los subconjuntos de A: {\displaystyle {\mathcal {P}}(A)=\{B:\,B\subseteq A\}} |

Cuando el conjunto A tiene un número finito de elementos, por ejemplo |A| = n, el conjunto potencia también es finito y tiene 2n elementos.
Por ejemplo, dado el conjunto A = {a, b}, su conjunto potencia es:
{\displaystyle {\mathcal {P}}(A)=\{\emptyset ,\,\{a\},\,\{b\},\,\{a,b\}\}}

## Propiedades
| El conjunto vacío, denotado como ∅, es subconjunto de cualquier conjunto. |

Esto se debe a que «todo elemento de ∅ lo es de A» significa lo mismo que «∅ no tiene ningún elemento que no esté en A», y esto es cierto sea cual sea A ya que ∅ no tiene elementos.
Si cada elemento de un conjunto A lo es de otro conjunto B, y cada elemento de B a su vez lo es de otro conjunto C, entonces cada miembro de A pertenece también a C, o sea:
| Dados tres conjuntos A, B y C, si A es subconjunto de B y B es subconjunto de C, entonces A es subconjunto de C. |

y implica
En el diagrama,.

Además, si dos conjuntos son subconjuntos el uno del otro, entonces todos los miembros de uno lo son del otro y viceversa. Entonces, ambos conjuntos poseen los mismos elementos, y los conjuntos quedan definidos únicamente por sus elementos, luego:
| Si A es subconjunto de B y B es subconjunto de A, entonces A = B. |

### Propiedades avanzadas
La relación de inclusión tiene las mismas propiedades que la relación de orden no estricto: es reflexiva (A ⊆ A); transitiva (A ⊆ B y B ⊆ C implican A ⊆ C); y antisimétrica (A ⊂ B y B ⊂ A implican A = B).